# 博多·伊尔格纳
博多·伊尔格纳（德語：Bodo Illgner，1967年4月7日—），德国男子足球运动员，场上位置是守门员。他曾代表西德、德国参加1990年和1994年国际足联世界杯，其中1990年世界杯获得冠军。